# Most kralja Alberta
Most kralja Alberta je železniški most, ki se razteza čez reko Tamar v Angliji med Plymouthom v Devonu in Saltashom v Cornwallu. Njegova edinstvena zasnova je sestavljena iz dveh 138,7 m lečastih železnih nosilcev 30,5 m nad vodo, z običajnimi pristopnimi razponi ploščastih nosilcev. To mu daje skupno dolžino 666,8 m. Prevaja železnico Cornish Main Line v in iz Cornwalla. Meji na most Tamar, ki je bil odprt leta 1962 za prenos ceste A38.
Most kralja Alberta je zasnoval Isambard Kingdom Brunel. Meritve so se začele leta 1848, gradnja pa leta 1854. Prvi glavni razpon je bil postavljen leta 1857, dokončan most pa je odprl princ Albert 2. maja 1859. Brunel je umrl kasneje istega leta in njegovo ime je bilo nato vpisano nad portale na obeh koncih most kot spomenik. V 20. stoletju so zamenjali pristopne razpone in utrdili glavne razpone. Od svoje izgradnje privablja obiskovalce in se pojavlja na številnih slikah, fotografijah, vodnikih, poštnih znamkah in na britanskem kovancu za 2 funta. Obletnice so potekale v letih 1959 in 2009.

## Cornwallska železnica
V 1830-ih sta bili predlagani dve konkurenčni shemi za železnico do Falmoutha v Cornwallu. Osrednja shema je bila pot iz Exetera okoli severnega Dartmoorja, pot, ki jo je bilo enostavno zgraditi, vendar z malo vmesnega prometa. Druga, obalna shema, je bila proga s številnimi inženirskimi težavami, ki pa bi lahko služila pomembnemu pomorskemu mestu Devonport in industrijskemu območju okoli St. Austella. Osrednjo shemo sta podprli Londonska in jugozahodna železnica, medtem ko je obalno shemo promovirala Cornwallska železnica in podprla Velika zahodna železnica, ki je želela, da se združi z železnico South Devon v Devonportu. Cornwallska železnica je leta 1845 zaprosila za zakon parlamenta, vendar je bil zavrnjen, deloma zaradi načrta Williama Moorsoma, da bi prepeljal vlake čez vodo Hamoaze na trajektu Devonport-Torpoint. Po tem je Isambard Kingdom Brunel prevzel mesto inženirja in predlagal prečkanje vode višje navzgor z uporabo mostu pri Saltashu. Zakon, ki je omogočil to shemo, je bil sprejet 3. avgusta 1846.

## Oblikovanje
Konstrukcija je bila tretja v nizu treh velikih mostov iz kovanega železa, zgrajenih sredi 19. stoletja. Nanj sta vplivala predhodna dva, oba pa je oblikoval Robert Stephenson. Dva osrednja dela Brunelovega mostu sta novi prilagoditvi zasnove, ki jo je Stephenson uporabil za most High Level Bridge čez reko Tyne v Newcastlu Upon Tyne leta 1849. Brunel je bil prisoten, ko je Stephenson dvignil nosilce svojega mostu Britannia čez ožino Menai istega leta. leto. Od leta 1849 do 1853 je Brunel sam postavil železni most; železniški most Chepstow je peljal železnico Južnega Walesa čez reko Wye in je imel glavni nosilec dolžine 91 m z ukrivljenim cevastim glavnim členom in tremi običajnimi pristopnimi razponi ploščatih nosilcev 30 m, podobna rešitev tistemu, ki je bil sprejet za prečkanje reke Tamar pri Saltashu.
Reka je pri Saltashu široka približno 340 m. Brunelove prve misli so bile, da bi to prečkal po dvotirnem lesenem viaduktu s središčnim razponom 78 m in šestimi pristopnimi razponi 32 m s 24 m višine nad vodo. To je zavrnila Admiraliteta, ki je bila zakonsko odgovorna za plovne vode, zato je Brunel izdelal revidiran načrt, ki je dal 30 m višine, z dvema razponoma 91 m in dvema 61 m. Admiraliteta je ta načrt ponovno zavrnila in določila, da v plovnem delu reke ne sme biti več kot en steber.
Brunel je zdaj opustil načrte za dvotirno leseno konstrukcijo in namesto tega predlagal enotirno konstrukcijo iz kovanega železa, sestavljeno iz enega samega razpona 259,1 m. Ker bi stroški te strukture znašali približno 500.000 funtov po cenah iz leta 1846 (kar ustreza 51.510.000 funtov leta 2021), je spremenil zasnovo na enega od dveh glavnih razponov 138,7 m s 30,5 m oddaljenostjo nad srednjo visoko spomladansko plimo; to so odobrili Admiraliteta in direktorji železnice Cornwall.
Dva razpona sta lečasta nosilca, pri čemer zgornji pas vsakega nosilca sestoji iz težkega cevastega lokau, ki se pod obremenitvijo nagiba k razširitvi v dolžino, medtem ko spodnja vrv obsega par verig, ki se pod obremenitvijo nagibata h krčenju v dolžino. Po zasnovi se ta dva učinka izničita, tako da ni neto spremembe dolžine pod obremenitvijo. To posledično omogoča, da je vsaka od rešetk podprta brez horizontalnega pritiska na stebre, kar je ključnega pomena glede na ukrivljeno progo na obeh straneh. Med tema dvema tetivama so podporni prečni nosilci in standardi za vzmetenje, ki visijo pod spodnjo tetivo, da nosijo železniški krov, ki je neprekinjen ploščati nosilec. Na obali je tudi 17 krajših in bolj običajnih pristopnih razponov s ploščatimi nosilci. Na cornwalski strani jih je deset, ki merijo (od postaje Saltash proti reki):20,6 m, 21,2 m, 21,2 m, 21,2 m, 21,2 m, 21,2 m, 22,1 m, 23,8 m, 25,5 m, 28,3 m in sedem na devonski strani (od reke proti St Budeaux): 28,3 m, 25,5 m, 23,8 m, 22,1 m, 21,2 m, 21,2 m, 21,2 m. To daje skupno dolžino za devetnajst razponov 666,8 m.

## Zgodovina

### Gradnja
Prvo delo je bilo ustrezno pregledati strugo. 26. aprila 1848 so v reko Tamar spustili 1,8 m železen valj, visok 25,9 m. Z dna je bilo mogoče pregledati strugo reke, da bi ugotovili njeno naravo in lokacijo trdnih temeljev. Železnica Cornwall je v tem času težko zbirala sredstva, zato je bila večina operacij tisto poletje prekinjena, vendar je bil Brunelu dovoljen majhen sklad za nadaljevanje raziskave. Cilinder je bil nameščen na 35 različnih mestih in narejenih je bilo skupno 175 izvrtin.
Leta 1853 je železniški odbor Cornwalla obravnaval ponudbe za most in odločilo se je, da se delo prepusti Charlesu Johnu Mareju, ladjedelničarju iz Blackwalla, ki je zgradil železnino za most Britannia. Honorar, ki ga je zahteval za gradnjo mostu Saltash, je znašal 162.000 funtov, vendar je 21. septembra 1855 med gradnjo prvega od dveh nosilcev vložil zahtevo za stečaj. Brunel je predlagal, da bi podjetje samo dokončalo ta prvi nosilec z lastnim neposrednim delom, s čimer se je podjetje strinjalo. Pogodba za preostali del stavbe je bila dodeljena gospodom Hudson in Male.
Marejeva prva naloga je bila vzpostavitev tovarne na obali Devona s pomolom in delavnicami. Nato je nadaljeval s konstruiranjem 11,3 m železnega valja, visokega 27,4 m, ki naj bi tvoril delovno osnovo za gradnjo osrednjega stebra. Splavili so ga maja 1854 in privezali v središču reke med štirimi pontoni. Dno je bilo oblikovano tako, da sledi kamnini, raziskani leta 1848. Ko se je usedel na rečno strugo, so vodo izčrpali, blato izkopali in brez vode zgradili trden zidan steber. To je bilo dokončano novembra 1856.
Kopenski stebri na cornwalski strani reke so bili dokončani leta 1854 in nosilci za te razpone dvignjeni na svoje pravilne položaje. Naslednji, ki ga je treba zgraditi, je bil glavni nosilec za Cornwallsko stran reke. Spodnje vezi ogrodja so sestavljene iz verig, narejenih iz 6,1 m členov. Mnogi so bili pridobljeni iz začasno ustavljenih del za Brunelov viseči most Clifton, drugi pa so bili zviti na novo za Saltash. Cornwallski razpon je bil postavljen na položaj 1. septembra 1857 in dvignjen do polne višine v fazah po 0,9 m, ko so bili pod njim zgrajeni stebri, osrednji steber z osmerokotnimi stebri iz litega železa; kopenski z navadnim zidom.
Ko je bilo dvorišče zdaj očiščeno prvega nosilca, so lahko začeli delo na glavnem razponu Devon. To je bilo podobno postavljeno na položaj 10. julija 1858 in nato dvignjeno na podoben način. Na svojem končnem položaju je bil do 28. decembra 1858. Ko je bil ta odstranjen, je bilo treba del dvorišča očistiti, da se omogoči izgradnja zadnjega stebra proti kopnemu, nato pa se lahko pristopni razponi Devon dvignejo na končni položaj. Delo je bilo dovolj napredovalo, da so lahko direktorji 11. aprila 1859 opravili inšpekcijo z vlakom.
Cornwall span je bil testiran, preden je bil lansiran. Oba konca sta bila podprta z močnimi lesenimi stebri, preostali gradbeni odri pa so bili odstranjeni. Statične obremenitve 4,2 in 7,5 t/m so bile postavljene na krov, izmerjeni so bili upogibi in morebitne trajne spremembe, ko je bila obremenitev odstranjena. Zdaj, ko je bil dokončan, je 20. aprila 1859 most opravil predpisani inšpekcijski pregled in preizkuse s strani polkovnika Yollanda v imenu odbora za trgovino. Čez most je zapeljal težki vlak in izmeril upogibe v glavnih nosilcih 29 mm v Devonovem nosilcu in 30 mm v Cornwallskem. Na splošno ga je opisal kot »zelo zadovoljivo«.

### Dan otvoritve
Princ Albert se je že leta 1853 strinjal, da se most poimenuje po njem. Povabili so ga na otvoritveno slovesnost in 2. maja 1859 je iz Windsorja odpotoval s kraljevim vlakom. Tisti dan se je udeležilo več tisoč gledalcev, čeprav so gostje iz Cornwalla zamudili na slovesnost, ker se je njihov vlak pokvaril pri Liskeardu. Bolezen je preprečila prisotnost Brunela,  ki ga je zastopal njegov glavni pomočnik Robert Brereton. Obratovanje se je začelo 4. maja 1859.

### Spremembe od leta 1859
Po Brunelovi prezgodnji smrti 15. septembra 1859 so se direktorji Cornwall Railway Company odločili, da bodo most postavili v njegov spomin in dodali besede I.K. BRUNEL, INŽENIR, 1859 z velikimi kovinskimi črkami na obeh koncih mostu. Leta 1921 so bile dodane nove dostopne platforme, ki so zakrile črke, toda leta 2006 je Network Rail platforme prestavil, kar je omogočilo, da je ime spet jasno vidno. Hodišča so bila pred tem začasno odstranjena leta 1959, most pa osvetljen z reflektorji v letu svoje stoletnice.
Med vikendom od 21. do 22. maja 1892 je bila tirna širina na mostu spremenjena iz 2140 mmv 1435 mm med končno pretvorbo celotnega sistema Great Western Railway.
Leta 1905 je bil nameščen 401 nov prečni nosilec, ki je omogočal prehod težjih lokomotiv. Leta 1908 sta bila dva razpona najbližje postaje Saltash zamenjana s širšima, da bi se prilagodila novi postavitvi proge. Preostali pristopni razponi so bili zamenjani na obeh straneh reke med letoma 1928 in 1929. V 1930-ih so med navpične dele dodali nove prečne in diagonalne opornike, da bi dodatno okrepili most in ohranili obešene verige v pravilni obliki.
Most je bil leta 1952 uvrščen na seznam zaščite 1. stopnje.
Leta 1969 so bile dodane dodatne povezave med visečimi verigami in stropom, da bi dodatno okrepili most. Leta 2011 je Network Rail začel triletno obnovo v vrednosti 10 milijonov funtov, ki je vključevala zamenjavo 50.000 vijakov in namestitev 100 ton novih jeklenih konstrukcij. Most je bil prav tako očiščen do gole kovine in prebarvan v barvo Goose Grey, prvotno uporabljeno leta 1952.

## Ogled mostu
Most je mogoče prečkati z vlakom na Cornish Main Line, ki ponuja daljnosežne poglede na Tamar. Križarjenja vozijo med Phoenix Wharfom, Plymouthom, Saltashom in Calstockom. Glavne točke pogleda so:
- Železniška postaja Saltash (50°24′26″N 4°12′33″W / 50.40719°N 4.20924°W)

Razponi pristopa Cornish se začnejo prav na koncu ploščadi. Te so bile zamenjane leta 1908, tako da se je ena linija na mostu lahko razdelila na dve liniji, preden je dosegla postajo.
- Saltash Quay (50°24′28″N 4°12′22″W / 50.40779°N 4.20614°W)

Obrežje pri Saltashu poteka tik do pomola, ki podpira kornvolski konec glavnega razpona. Pod mostom na pobočju vzdolž ulice Fore Street je napisan kamen v spomin na most.
- Most Tamar (50°24′28″N 4°11′59″W / 50.40777°N 4.19974°W)

Vzporedno in nekoliko višje na severni strani poteka cestni most. Na južni strani cestnega mostu poteka brezplačna peš in kolesarska pot, s katere si je možno most podrobneje ogledati. Travnato območje poleg cestninskih postaj za motorna vozila omogoča pogled na devonski konec železniškega mostu.
- Saltash Passage, St Budeaux (50°24′21″N 4°12′02″W / 50.40585°N 4.20069°W)

Do pomolov Devon lahko pridete z obale v St Budeaux. Dvorišče, kjer so bili zgrajeni razponi, se je nahajalo ob mostu ob vznožju ceste navzdol po hribu.

## Kulturni vpliv
Gradnja tako velikega in prepoznavnega mostu je kmalu pritegnila pozornost širše javnosti. Postavitev razpona Cornish leta 1857 je pritegnila okoli 20.000 ljudi, podobno število pa naj bi bilo priča tudi montaži razpona Devonport in dnevu odprtja. Med gradnjo so ga večkrat fotografirali in po odprtju je bil predmet številnih slik, vključno s slikami v Devonportu rojenega umetnika Alfreda Wallisa. Bil je tudi predmet številnih fotografij in razglednic.
Bil je že značilen v vodnikih v letu njegove otvoritve: »To je delo Herkula, toda gospod Brunel je dosegel podvig«, je razglasil eden in nato podrobno poročal o zasnovi in konstrukciji mostu, ki »za novost in domiselnost konstrukcije je brez konkurence v svetu«. Več kot 100 let pozneje se še vedno pojavlja v številnih turističnih vodnikih in prispevkih. John Betjeman je povzel njegov vpliv na popotnika:
Splošni sivi skrilavec in zadnji vrtovi Plymoutha, kot jih vidimo z Great Westerna, so naredili presenečenje Saltash Bridgea še toliko bolj razburljivo. Gor in dol po toku so bile sive bojne ladje privezane v Tamarju in njenem toku. Stotine metrov nižje je patetični parni trajekt za Saltash z brega Devon poskušal tekmovati z Brunelovim mogočnim mostom.
Most je postal simbol prehoda iz Devona v Cornwall. V turističnem vodniku The Cornish Riviera Great Western Railway, ga je SPB Mais označil za »skoraj čarobno sredstvo za prevoz popotnikov iz grofije, ki je bogatejša od drugih, vendar je nedvomno angleška grofija, v vojvodino, ki je v vseh pogledih neangleško. Ko greste čez most Saltash, zaprete oči, da jih ponovno odprete na tujem prizorišču«.
Most je ozadje oddaje ITV1 The West Country Tonight v stari regiji westcountry.